# Demetriu Nistor
Demetriu Nistor (n. 2 noiembrie 1861, Vășad, județul Sălaj – d. 2 iulie 1926) a fost un preot deputat în Marea Adunare Națională de la Alba Iulia, organismul legislativ reprezentativ al „tuturor românilor din Transilvania, Banat și Țara Ungurească”, cel care a adoptat hotărârea privind Unirea Transilvaniei cu România, la 1 decembrie 1918 :p. 188.

## Biografie
Demetriu Nistor s-a născut într-o familie veche preoțească, urmând studiile primare la Beiuș, cele secundare la Oradea, iar cele teologice la Facultatea de Teologie de la Universitatea din Budapesta. Este hirotonit ca preot în anul 1885 slujind în parohiile din Cheniz, Petrani, Beliu din județul Bihor. Din anul 1906, Demetriu Nistor devine preot-paroh și protopop în Bocsâg, județul Arad. În anul 1922 este avansat ca arhidiacon. A luat parte la toate manifestările naționale și culturale, fiind un orator popular apreciat :p. 188.

## Activitatea politică

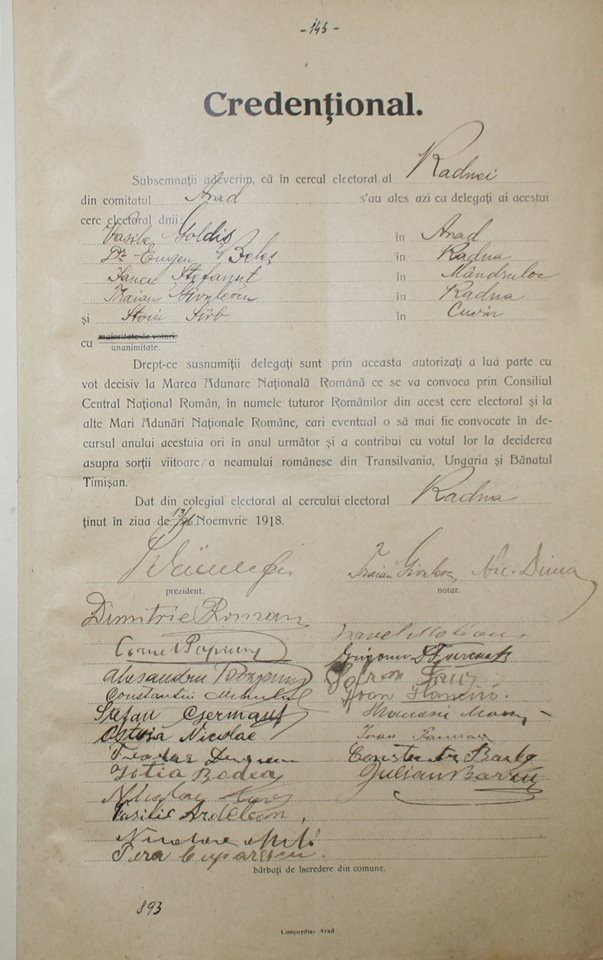
Credențional

Ca deputat în Adunarea Națională din 1 decembrie 1918 a fost delegat al Protopopiatului greco-catolic Bocsâg :p. 90.	

## Recunoașteri
Prin Decretul nr. 5729/1922 este decorat cu Medalia Răsplata Muncii pentru Biserică, clasa I .  